# Albéric de Pisançon

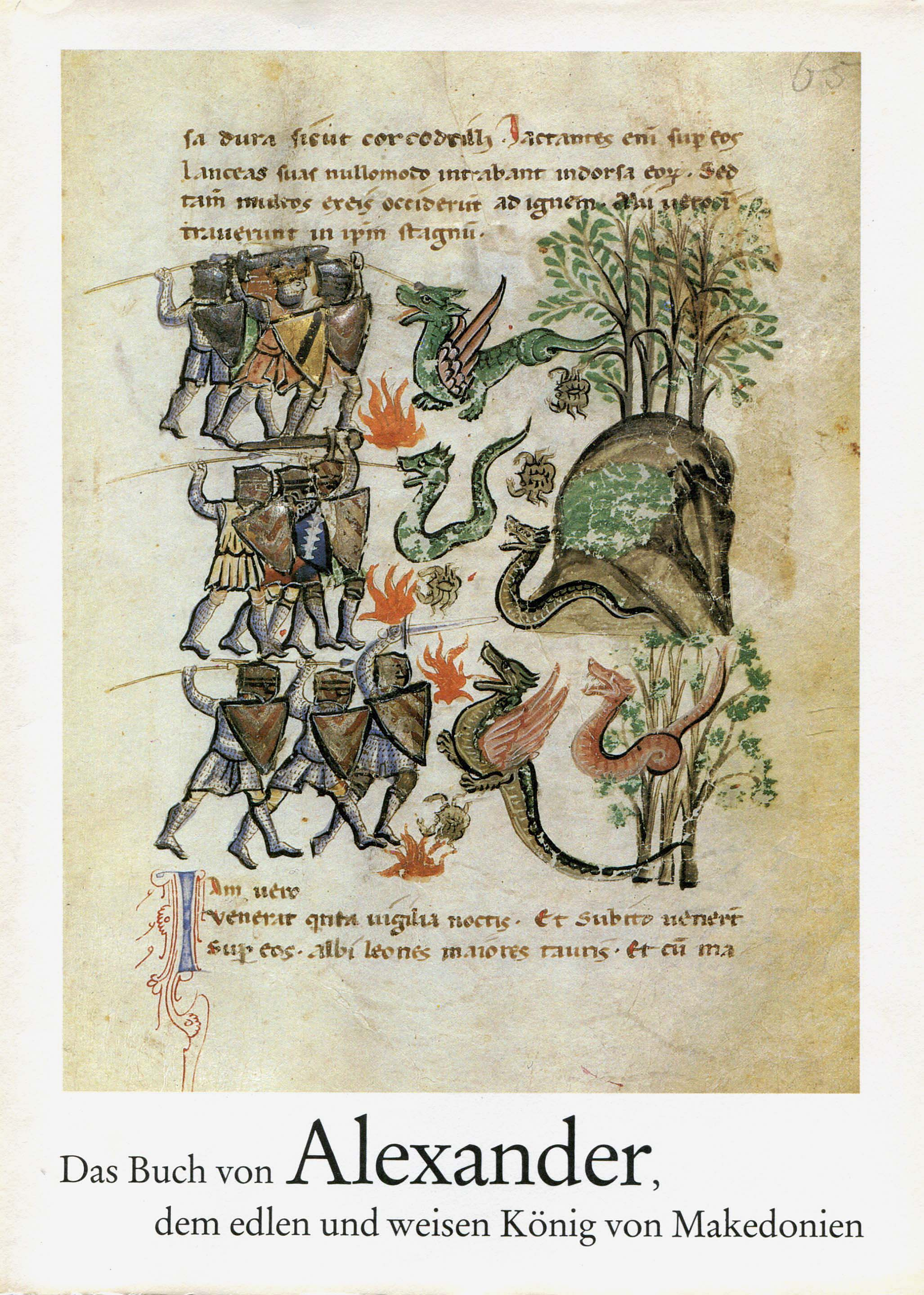
Illustration zum mittelalterlichen Alexanderroman

Albéric de Pisançon oder Alberic[h] von Besançon (auch Alberic de Besançon) war ein französischer Dichter des Mittelalters aus dem frankoprovenzalischen Sprachgebiet von Lyon – Vienne – Romans.

## Bedeutung
Bekannt und überliefert ist der Name dieses ansonsten anonym gebliebenen Dichters allein durch sein frankoprovenzalisches Alexanderlied. Es entstand vermutlich um 1100 und orientierte sich an der „Res Gestae Alexandri Macedonis“ des Iulius Valerius sowie wahrscheinlich an der „Historia de preliis Alexandri Magni“ des Leo von Neapel. Das Alexanderlied des Alberich ist nur noch als Fragment von 105 Versen überliefert.
Alberich übertrug den Alexanderroman aus dem Lateinischen in einen frankoprovenzalischen Mischdialekt aus französischen, provenzalischen und lateinischen Wendungen und setzte ihn in achtsilbige Verse. Die Abfassung in Versen erleichterte den mündlichen Vortrag, die Verwendung der frankoprovencalischen Volkssprache begünstigte eine leichte Verständlichkeit und eine weite Verbreitung. Auffällig ist auch die eigene Namensnennung, für die es in Frankreich vor 1100 keine Parallelen gibt.
Um 1150 übersetzte der Pfaffe Lamprecht das Alexanderlied des Alberich ins Mittelhochdeutsche. Mit seinem Alexanderlied schuf Lamprecht die erste Großerzählung deutscher Sprache. Der Originaltext ist verschollen, aber mit dem „Vorauer“, dem „Straßburger“ und dem „Basler Alexander“ sind mehrere Fassungen des Stoffs erhalten geblieben. Der Autor der französischen Vorlage wird im „Vorauer Alexander“ Alberich von Bisinzo und im „Straßburger Alexander“ Elberîch von Bisenzun genannt.